# Mélodie de l'adieu
Pour plus de détails, voir Fiche technique et Distribution.
Mélodie de l'adieu (titre original : Das große Wunschkonzert) est un film autrichien réalisé par Arthur Maria Rabenalt sorti en 1960.

## Synopsis
Le célèbre chef d'orchestre René von Geldern est veuf et a une petite fille, Susi. Comme il est un artiste occupé, von Geldern engage une jeune et jolie gouvernante nommée Inge Salinger, qui s'avère être une personne au grand cœur. L'ex-petite amie de René, Vilma Cortini, quant à elle, se comporte comme une diva demandant beaucoup d'attention et une garce extrêmement jalouse, qui voit en Inge une concurrente coriace pour regagner les faveurs du chef d'orchestre. Elle demande donc le licenciement de Mme Salinger. Finalement, von Geldern cède à la pression de Vilma et renvoie la gouvernante.
Mais cela ne convient pas du tout à la petite Susi, puisqu'elle s'est prise d'affection pour Inge et ne souhaite rien d'autre que la jeune femme devienne sa nouvelle maman. Afin d'atteindre cet objectif, la jeune fille s'enfuit sans plus tarder. Von Geldern doit se débarrasser de l'agaçante intrigante Vilma Cortini, se préparer en même temps pour le prochain concert et, accessoirement, retrouver également sa fille. En fin de compte, tout se passe bien lors du concert de charité, et von Geldern a non seulement réalisé un succès artistique, mais a également trouvé une nouvelle épouse pour la vie et une nouvelle mère avec la ravie Susi.

## Fiche technique
- Titre : Mélodie de l'adieu
- Titre original : Das große Wunschkonzert
- Réalisation : Arthur Maria Rabenalt
- Scénario : Felix Lützkendorf, Rolf Olsen
- Musique : Herbert Seiter (de)
- Direction artistique : Fritz Mögle, Heinz Ockermüller
- Photographie : Walter Tuch (de)
- Son : Herbert Janeczka
- Montage : H. Dworsky
- Production : Alfred Lehr, Richard Deutsch
- Société de production : Österreichische Film GmbH
- Société de distribution : Union-Film
- Pays de production :  Autriche
- Langue : allemand
- Format : Couleur - 1,37:1 - Mono - 35 mm
- Genre : Romantique
- Durée : 100 minutes
- Dates de sortie :
  - Autriche : 19 décembre 1960.
  - RFA : 20 décembre 1960.
  - France : 15 février 1963[1].

## Distribution
- Carlos Thompson : René von Geldern
- Elke Aberle (de) : Susi von Geldern, sa fille
- Ingeborg Schöner : Inge Salinger
- Linda Christian : Vilma Cortini
- Edmund Purdom : Harry Mell
- Eva-Ingeborg Scholz : Barbara
- Lotte Lang (de) : Mme Sedlacek
- Rudolf Schock : Rudolf Schock
- Heinz Weiss : Stefan
- Rolf Olsen : Bruno Engel
- Richard Eybner : Prof. Warwenka
- Walter Varndal (de) : Prof. Berger
- Massimo Giuliani (it) : Francesco